# Vitreorana ritae
Vitreorana ritae é uma espécie de sapo da família dos centrolenídeos (Centrolenidae), endêmico da América do Sul. Foi descrito por Bertha Lutz em 1952.

## Sistemática e taxonomia
O epíteto específico ritae é uma homenagem a Gertrud Rita Kloss, assistente de pesquisa da Dra. Bertha Lutz no Museu Nacional do Rio de Janeiro e coletora do holótipo em 1950. O halótipo estava alojado no Museu Nacional, mas agora está perdido ou destruído. Originalmente, a espécie foi descrita no gênero Centrolenella, atualmente incluído em Centrolene. Em 2009, foi transferida para Vitreorana. Em 2008, descobriu-se que os sapos descritos como Centrolenella ametarsia são indistinguíveis da espécie atual. O holótipo desta espécie é o espécime MNHNP 1973.1673, enquanto o de C. ametarsia é o espécime MCZ A96522. C. oyampiensis também seria sinonimizado com V. ritae.

## Distribuição
Vitreorana ritae é endêmica da América do Sul e ocorre na Bolívia (Federico Román, Pando), Brasil (Acre, Roraima, leste do Amapá, leste do Amazonas, Pará central, Maranhão e municípios de Cotriguaçu e Sinop, em Mato Grosso), Colômbia (Amazonas), Equador (Orellana), leste da Guiana Francesa, Peru (Loreto) e leste do Suriname, no bioma da Amazônia. É possível que ocorra em Guiana e na Venezuela, mas faltam dados. Sua localidade-tipo é o município de Benjamin Constant, no Amazonas, na fronteira entre Brasil, Peru e Colômbia. Presumivelmente ocorre numa Reserva Particular do Patrimônio Natural (RPPN) federal, em Benjamin Constant. No Brasil, está presente nas sub-bacias do litoral do Amapá, do Madeira, do Negro e do Solimões.

## Descrição
Vitreorana ritae é uma pequeno sapo que não possui espinhos umerais nos machos e possui um fígado lobado. Os machos adultos medem 17 a 21 milímetros (0,67 a 0,83 polegada) do focinho à cloaca, enquanto as fêmeas são um pouco maiores, com cerca de 19,5 a 24,5 milímetros (0,77 a 0,96 polegada) de comprimento focinho-cloaca. A ponta do focinho é nitidamente arredondada. O tímpano translúcido é visível, mas não grande, medindo cerca de um quarto a um terço do diâmetro do olho; o anel timpânico não é oculto, exceto pela margem dorsal, que é coberta pela prega supratimpânica. O processo dentígero do vômer carrega um dente no máximo; pode ser totalmente desdentado. Os machos têm uma almofada nupcial do tipo I; o pré-polex se destaca na base do primeiro dedo. Os dedos dos pés e os dois dedos externos de V. ritae são palmados; os dois primeiros dedos (dos quais o primeiro é um pouco mais longo) são completamente livres. A fórmula da membrana para os dedos externos é III (2−-21/3) – (1+-2−) IV; para os dedos dos pés, é I 1 – (2−-2) II (1-1+) – (2-21/4) III (1+-11/2) – 2+ IV (2-21/3) – 1 V. O disco na ponta do terceiro dedo é de tamanho médio, maior que o tímpano, mas com menos da metade do diâmetro do olho. Esta espécie possui tubérculos nas coxas abaixo da cloaca, mas apenas dobras baixas, sem iridóforos na ulna e no tarso interno.
Sua cor parece verde-claro na parte superior, mas na verdade isso se deve em grande parte ao fato de seu esqueleto verde ser visível através da pele fracamente pigmentada. Esta espécie tem muitas manchas pretas claras e finas decorando sua parte superior, que podem parecer como se estivessem suspensas um pouco acima do fundo esverdeado em espécimes muito fracamente pigmentados. Vitreorana helenae, por outro lado, tem uma parte superior verde-amarelada mais fortemente pigmentada (mas também as manchas características, que levaram à sua confusão). O dorso tem uma textura lisa semelhante ao chagrim, enquanto a pele da barriga totalmente transparente tem uma superfície granulosa. O quarto anterior à metade do peritônio parietal (externo) é branco, enquanto o restante é transparente, permitindo ver o interior do sapo. O pericárdio e o peritônio interno que cobrem o trato gastrointestinal são brancos, enquanto o peritônio interno que protege os lobos marrons do fígado também é transparente, exceto pela ponta anterior (onde alguns iridóforos podem estar presentes). A íris é branco-acinzentada com uma rede de finas linhas cinza-escuras; em V. helenae, é amarelo-vivo. Os melanóforos são abundantes na superfície dorsal dos dois dedos externos, mas ausentes nos dois dedos internos. Os espécimes preservados apresentam a parte superior lilás, com as manchas escuras permanecendo inalteradas; os iridóforos brancos das vísceras podem se dissolver em espécimes preservados.

## Ecologia
Os habitats naturais de Vitreorana ritae são florestas tropicais úmidas de terras baixas e rios, onde geralmente é encontrado em vegetação ribeirinha. Ocorre em altitudes abaixo de mil metros (3 300 pés) acima do nível do mar. Os cantos desta espécie supostamente foram descritos pelo menos duas vezes, mas não está claro se são realmente de V. ritae; uma descrição parece ser de cantos de Teratohyla midas. A outra observa que os machos cantam sentados na superfície superior das folhas, geralmente emitindo cantos muito breves (0,10 a 0,15 segundos) que são mais altos em torno de 4 640 a 5 160 Hz, um ou dois vezes, mas aparentemente nunca três vezes seguidas – V. helenae emite cantos duplos ou triplos, mas aparentemente nunca um único canto. Não se sabe se e como os machos lutam fisicamente pelas fêmeas. As ninhadas são depositadas em ambos os lados das folhas acima de pequenos riachos; após a eclosão, os girinos caem na água. Outros aspectos de sua reprodução, bem como seus girinos, permanecem desconhecidos até 2008.

## Conservação
A União Internacional para a Conservação da Natureza (UICN) classifica Vitreorana ritae como pouco preocupante (LC), pois a espécie tem ampla distribuição e presume-se que sua população é grande e estável. Também consta no apêndice II da Convenção sobre o Comércio Internacional das Espécies da Fauna e da Flora Silvestres Ameaçadas de Extinção (CITES).< Em 2018, foi classificada como pouco preocupante (LC) no Livro Vermelho da Fauna Brasileira Ameaçada de Extinção do Instituto Chico Mendes de Conservação da Biodiversidade (ICMBio). No Brasil, está presente em algumas áreas de conservação: Floresta Nacional do Amapá (Flona Amapá), no Parque Nacional Serra da Mocidade (PARNA Serra da Mocidade), no Parque Nacional das Montanhas do Tumucumaque (PARNA Montanhas do Tumucumaque) e a Reserva Extrativista do Alto Juruá (Resex Alto Juruá).